# Diego (football, 1995)
Pour les articles homonymes, voir Diego.
Diego Jara Rodrigues est un footballeur brésilien né le 21 septembre 1995. Il évolue au poste de défenseur.

## Biographie
Avec le club de Joinville, il joue 25 matchs en première division brésilienne, et un match en Copa Sudamericana.